# Lycaena klotsi
Lycaena klotsi är en fjärilsart som beskrevs av William D. Field 1936. Lycaena klotsi ingår i släktet Lycaena och familjen juvelvingar. Inga underarter finns listade i Catalogue of Life.